# Scarlatti (rodzina włoskich muzyków)
Scarlatti – rodzina włoskich muzyków.
Nazwisko w różnych odmianach (Scarlata, Sgarlata) było popularne na Sycylii w XVIII wieku. Wiele znanych rodzin Scarlattich można było spotkać w Rzymie jak również w północnych Włoszech.
Najsłynniejszymi przedstawicielami roku byli:
- Alessandro Scarlatti (1660–1725) – kompozytor
- Anna Maria Scarlatti (1661–1703) – śpiewaczka
- Melchiora Brigida Scarlatti (1663-1736) – śpiewaczka
- Francesco Antonio Nicola Scarlatti (1666–?1741) – kompozytor
- Tommaso Scarlatti (1669/1672 – 1760) – śpiewak, tenor
- Pietro Filippo Scarlatti (1679–1750) – kompozytor
- Domenico Scarlatti (1685–1757) – kompozytor
- Giuseppe Scarlatti (1718/1723–1777) – kompozytor